# تسوکیگاتا، نیگاتا
تسوکیگاتا، نیگاتا (به لاتین: Tsukigata) یک منطقهٔ مسکونی در ژاپن است که در Hokuriku region واقع شده‌است. تسوکیگاتا ۳٬۷۶۷ نفر جمعیت دارد.